# Szadomazochizmus
A szadomazochizmus vagy szado-mazochizmus, röviden S&M vagy SM  a szadizmusra és mazochizmusra való nyitottságot jelenti, pszichiátriailag olyan személyiségtípust jelöl, akiknek a fizikai fájdalom és megalázás okozása vagy elszenvedése örömet és kielégülést jelent. Egyes esetekben a kielégülés és a gyönyör szexuális eredetű, másokban viszont egyáltalán nem; a szadista vagy mazochista hajlam irányulhat mind a saját mind az ellenkező nem felé. Vannak, akik kizárólagosan szadisták vagy mazochisták, mások viszont mindkét felállást és ezen felállások gondolatát élvezik, akár okozóként akár szenvedő alanyként.
A szadizmus a másoknak okozott szenvedés vagy kellemetlenség élvezete; ide tartozik még az érzelmi kegyetlenség, a félelem általi manipuláció és a megszállott erőszakoskodás. A mazochisták élvezete pedig ezen cselekedetek elszenvedése. Mindkét személyiségtípus szélsőséges esete - a perverz személyiség - akkor áll fent, ha az illető kielégülése csakis az előbb említett körülmények fennállásakor történik meg.
A szadisták közül sokan a másoknak okozott fájdalmat és szenvedést élvezik, aminek viszont nem kell minden esetben tettlegességig fajulnia. Sokkal gyakoribb a szadizmusnak azon fajtája, amiben a publikus megalázást, az agresszív közösségi viselkedést és az ezek által szerzett fölényt élvezik az ezeket kifejtő személyek.
A feminista megközelítésű szexpozitivitás nagyban hozzájárulhat a személyes elfogadásban és megélésben addig, ameddig a benne résztvevő felnőtt emberek egymással jóváhagyásos, beleegyezéses alapon végzik. A közösen lefektetett határokat átlépve már azonban könnyen kínzás és szexuális erőszak kategóriába fordulhat át. (Az angolszász szóhasználatban alkalmazzák a konvencionális / nem-konvencionális szexuális tevékenységekre a vanilia sex / kink sex fogalmi elkülönítést is. Ezek két polaritást jelentenek egy bináris spektrumon, ahol minden ember vágyai eltérő helyet foglalnak el.) 2018-ban az WHO törölte a Betegségek nemzetközi osztályozásának listájáról.
A szokványostól eltérő szexuális tevékenységeket megélő emberek felé irányuló társadalmi idegenkedést, elhatárolódást és következményeként a strukturális elnyomást kinkfóbiának, a speciális vágyaik és igényeik létezésének elvitatását, megkérdőjelezését pedig vanilla szexizmusnak nevezzük.

## Történelmi háttér
Az osztrák pszichiáter Richard von Krafft-Ebing (1840-1902) vezette be ezen kifejezéseket a 19. században, az 1886-ban publikált Psychopathia Sexualis című szexuális bűnöket összegyűjtő és kielemző művében. A szadizmus kifejezést Marquis de Sade munkája után nevezte el, még a márki műveinek halála utáni kiadása előtt (pl. Szodoma 120 napja, 1785). A mazochizmus elnevezést egy osztrák író, Leopold von Sacher-Masoch (1836-1895), és más kortárs irodalmi szerzők művei alapján alkotta (Venus im Pelz, 1870).

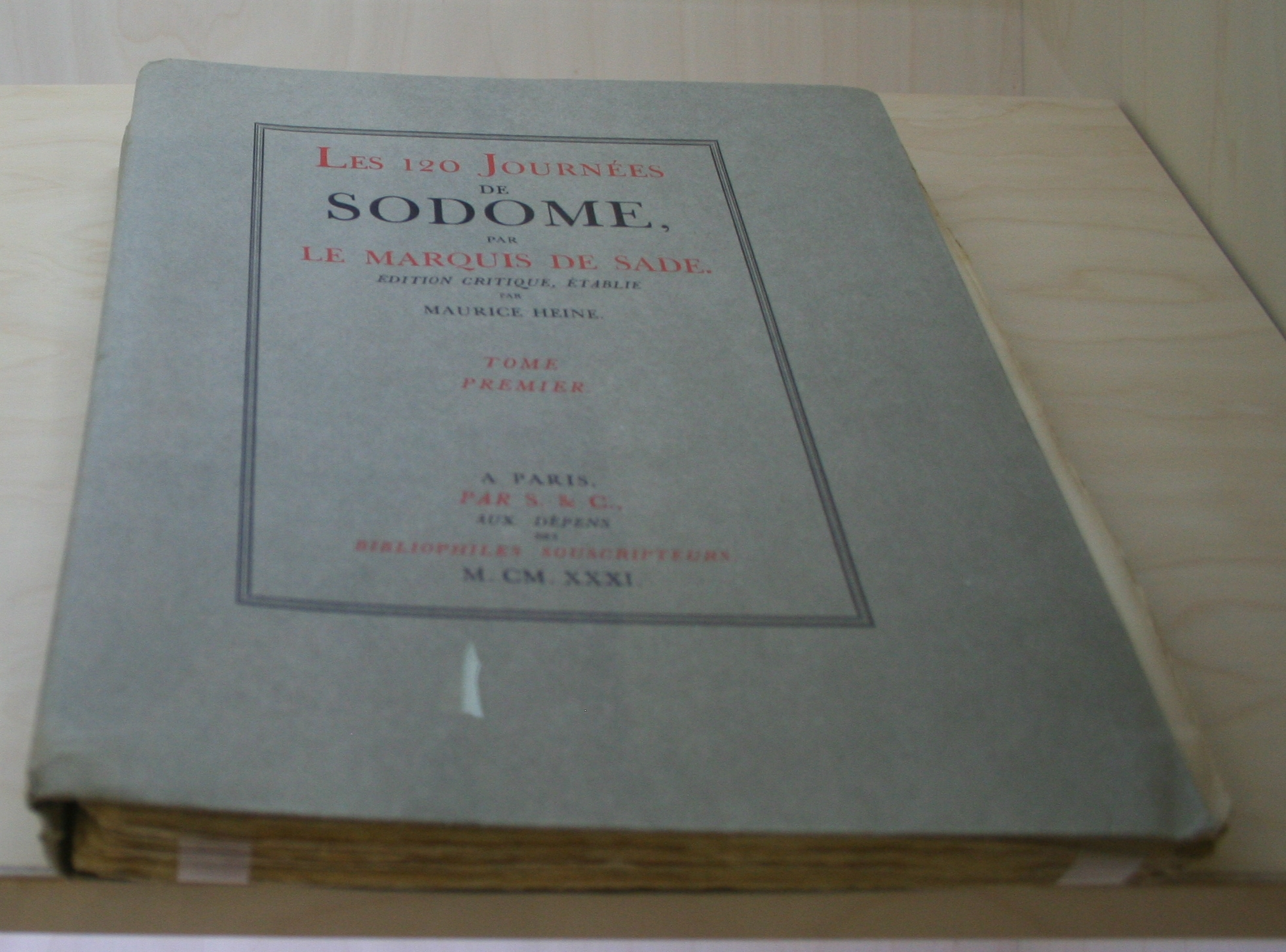
Marquis de Sade: Szodoma százhúsz napja

Krafft-Ebing művében megemlíti, hogy a szadizmus túlnyomó többségben férfiak esetében fordul elő, ami a nemi érintkezésben a férfinek tulajdonított aktív, úgymond támadó szerepnek köszönhető, amivel szemben a nőknek egyfajta védekező és megadó szerep jár. A szerző ezzel a relációval magyarázza a férfiak agresszióra való hajlamát is. Könyvében felsorol néhány híres személyt, akiknél felfedezni véli valamelyik, illetve mindkét hajlamot; például: Nero római császárnál, Tiberius római császárnál, Jean-Jacques Rousseau-nál, vagy a francia költőnél, Charles Baudelaire-nél. Emellett a vágynak szolidabb szadista, illetve mazochista megnyilvánulásait természetesnek tartja a nemi aktus közepette, aminek igazolására egy Shakespeare-idézetet közöl például: „Like the lovers pinch which hurts and is desired”. (Anontius és Kleopátra, V. felvonás, 2. szín)
Sigmund Freud bevezette a két kifejezést a pszichoanalízisébe is, így a Három esszé a szexualitásról (1905) című művében a fájdalom okozását/elszenvedését a szexuális együttlét legalapvetőbb perverziójának nevezi, és hogy általában mindkettő tendencia megtalálható ugyanazon személyben saját tapasztalatai és megfigyelései szerint. A freudi teória alapján a pszichoszexuális fejlődés fontos eleme a bűntudat, ami a szadista és mazochista örömök középpontjában áll, és ezek vagy helytelen, vagy befejezetlen gyerekkori szexuális fejlődésre engednek következtetni.
Marquis de Sade filozófiáját és Freud teóriáját később értelmiségiek továbbfejlesztették, például Simone de Beauvoir és Gilles Deleuze, amely szerzők írásai nagy hatással voltak a populáris kultúra szadizmus- és mazochizmusról alkotott képére a 20. század közepén.
A pszichoanalízis mellett a szadomazochistákra irányuló tanulmányok is átformálták a huszadik század végére ennek a témának képét a közösségekben. Ilyenek voltak Alfred Kinsey, szexológus, művei, amiket az amerikai nők és férfiak szadomazochista tendenciáiról írt (Sexual Behavior in the Human Male, 1948 és Sexual Behavior in the Human Female, 1953).
Andreas Spengler, német pszichológus, végezte az első nagy empirikus kutatást a szadomazochizmussal kapcsolatban. A kutatás (Sadomasochisten und ihre Subkulturen) kimenetele nagyban ellentmondott a korábbi, főleg a pszichoanalitikusok által végzett kutatásoknak, ami alapján Spengler arra következtetett, hogy azok előítéletesek voltak és figyelmen kívül hagytak fontos megközelítéseket.
Norman Breslow volt az első kutató, aki bemutatta, hogy az átlagos nők (nem prostituáltak) alkották a szadomazochista szubkultúra egy jelentős részét a társadalomban. Egyik létező kutatás sem állított párhuzamot a szadomazochizmus és az erőszakos viselkedés, erőszakos bűntények vagy szociopata viselkedés között, Krafft-Ebing feltételezése, vagyis a 19. század vége óta.
Az új kutatások anyagai alapján a szadizmust és mazochizmust a szexuális és mentális betegségek közül eltávolították, amit a BDSM szubkultúra is támogatott arra hivatkozva, hogy a homoszexualitást is eltávolították már ugyanezen listáról. 1994 az Amerikai Pszichiátriai Társaság módosította a szadizmusra és mazochizmusra vonatkozó (DSM IV) részt a Diagnostic and Statistical Manual of Mental Disorders negyedik kiadásában, így a szadomazochizmus többé nem tartozik a ’szexuális deviancia’ kategóriájába. 1995-ben Dánia volt az első ország, amely kitörölte a szadomazochizmust a betegségek közül.

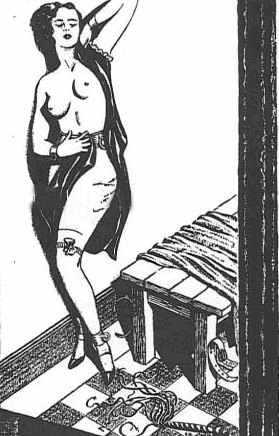
Örömteli fájdalmak

A BDSM összefoglalónév a különböző egyenlőtlenül felépített viszonyokra utal a szexualitáson belül. A rövidítés az angol bondage & discipline (B&D, kötözés & fegyelmezés) domination & submission (D&S, dominancia & alávetettség)  sadism & machoism (S&M,  szadizmus & mazochizmus) szavakból áll össze, és a különböző szerepjátékok fő alkotóelemei eme szexuális praktikáknak.
A magyar pszichológusok közül Buda Béla a partnerkapcsolatok különleges sajátosságaként értelmezte a szadomazochizmust, egyes esetekben pedig a pszichoszexuális fejlődés bizonyos hiányosságának eredménye is lehet véleménye szerint, amit 2002-es, a Szexuális viselkedés című művében fogalmazott meg.

## Besorolások

### Törvényszéki osztályozás

#### Szexuális mazochisták
1. Első osztály: Fantáziák által terheltek, de nem keresik a megvalósításukat. Lehetnek túlnyomó részt szadisták, kisebb mazochista tendenciával és/vagy nem szadomazochisták, gyenge mazochista tendenciával
2. Második osztály: Egyenlő keveréke a szadista és mazochista tendenciáknak. Szeretik a fájdalom érzését, de a domináns szerepet is (ez esetben szadisták). Az orgazmus fájdalom és megalázottság nélkül is elérhető számukra.
3. Harmadik osztály: Mazochisták minimális vagy nem létező szadista tendenciával. Jobban élvezik a fájdalmat és/vagy megalázottságot (amik hozzájárulnak az orgazmushoz), de nem szükségesek ezen hatások az orgazmus eléréséhez. Képesek a romantikus kötődésre.
4. Negyedik osztály: Kizárólagos mazochisták. (Vagyis képtelenek a romantikus kapcsolatra és a fájdalom vagy megalázottság nélküli orgazmusra.)

#### Szexuális szadisták
1. Első osztály: Fantáziák által terheltek, de nem kivitelezik ezeket.
2. Második osztály: Kielégítik szadista szükségleteiket egy beleegyező (mazochista vagy más beállítottságú) partnerrel.
3. Harmadik osztály: Kielégítik szadista szükségleteiket bele nem egyező partnerekkel, de nem ejtenek rajtuk súlyos sebeket, és nem ölik meg áldozatukat. Esetleg a szadista megerőszakoló kategóriába is tartozhatnak.
4. Negyedik osztály: Csak bele nem egyező partnereik vannak, és súlyosan megsebesítik, illetve megölik őket.

### Millon altípusai a szadista személyiségre
Theodore Millon, amerikai pszichológus, négy fajtáját különböztette meg a szadistáknak; ezek közül egy sem, egy vagy több is illhet különböző szadista személyekre.

#### A robbanékony szadista
A szadistáknak ezen fajtájába tartozók kiszámíthatatlanul erőszakosak tudnak lenni, mert frusztráltak, illetve csalódottak az életükkel kapcsolatban. Ha reménytelennek vagy megalázottnak érzik magukat, bosszút akarnak állni a velük szemben elkövetett bánásmód miatt, aminek kitéve érzik magukat. Ezek az erőszakos rohamok általában másokon elkövetett elrettentő agresszióban nyilvánulnak meg, főleg a családon belüli, kontrollálhatatlan dühben. Amikor a robbanékony szadisták fenyegetve érzik magukat, másokat akarnak sokkolni hirtelen vérmérsékleti változásukkal: nem lehet tudni, mikor robbannak fel, mert nincs semmilyen előjele. Bár az erőszak ilyenkor egy bizonyos emberre irányul, csak az a célja, hogy kieressze a személyben levő érzelmeket.

#### A diktatórikus szadista
Ez a kategóriája a szadista személyiségűeknek az egyik legijesztőbb és legkegyetlenebbje, mivel ők, úgy tűnik, kifejezetten élvezik, ha másokat fenyegethetnek és másokkal erőszakoskodhatnak, mintha ez egyfajta kielégítésképp szolgálna nekik. Valamennyire hasonlóak a robbanékony szadistákhoz, de sokkal módszeresebbek a cselekedeteikben. Ők nem az érzelmi frusztráltságukon akarnak túladni viselkedésükkel, hanem az erőszakot eszközként használják, hogy megfélemlítsenek és rémületben tartsanak másokat. Egy másik különbség köztük és a robbanékonyak között, hogy külön megválogatják áldozatukat, nehogy olyanba kössenek bele, aki ellenáll a fenyegetésüknek. Általában alacsony az önértékelésük és tele vannak bizonytalansággal, ezért másokat kívánnak megsemmisíteni, hogy magukat többnek érezhessék.

#### Az erőszakos szadista
Ez a kategória sokszor megtalálható katonai vezetők közt, egyetemek rektorai között, börtönbeli tiszteknél vagy más, hasonló pozícióban lévő embereknél, mivel ők úgy érzik, hogy elítélhetik és megbüntethetik azokat, akik megszegtek valamilyen szabályt vagy törvényt. Úgy érzik, hogy a közjóért cselekednek, de más célok hajtják őket valójában. Ezek a szadisták általában megkeresik a törvényszegő individuumokat, és a lehető legnagyobb büntetést mérik rájuk, amit a hatalmukban áll adni az illetőnek. Ha ezek a szadisták az igazságszolgáltatás keretein belül dolgoznak, akkor nem elítélhetők, és szinte bármit megtehetnek a bűnösnek nyilvánított egyénnel szemben. Bár igazságosan kellene ítélkezniük, a szadista viselkedést kiváltó érzelmeiket nem tudják kontroll alatt tartani, nem ismernek határt. Minél inkább uralkodnak és büntetnek annál erősebbnek és kielégültebbnek érzik magukat. A saját maguk által érzékelt igazságérzet csak még jobban megerősíti az egójukat. Akkora élvezetet és örömöt tudnak lelni mások büntetésében, hogy esetenként még a realitásérzéküket is teljesen el tudják veszteni az erőszakos szadisták. Legtöbb esetben nem kapnak negatív fényt ezek a tettek és ez a személyiség, mivel a legális munkakörükön belül működnek csak így, és hétköznapi szituációkban normálisan viselkednek.

#### A gerinctelen szadista
Ez a kategóriája a szadistáknak mindegyik korábbival ellentétes, mivel teljesen bizonytalanok és gyávák. Várják az igazi veszélyt, hogy kiélhessék ellenséges fantáziáikat és ilyen helyzetekben elsőnek csapnak le, azt remélve, hogy megelőzik ellenfelüket. Bár ezek a szadisták sok mindentől tartanak, amikor pánik lesz úrrá rajtuk pont azt teszik mégis, amitől félnek, ezzel összezavarva ellenségüket. Agresszív és ellenségeskedő viselkedésükkel azt az üzenetet próbálják közvetíteni, hogy nem félnek. Ezzel elérik, hogy úrrá legyenek belső félelmükön és a valódiakkal ellentétes érzéseket közvetítsenek a külvilág felé. A gerinctelen szadisták mindig keresnek egy bűnbakot, aki ellen összefoghatnak és azokat a tulajdonságokat támadják, amik önmagukban is megvannak, és amiket el akarnak rejteni.

#### Millon variációi a mazochizmusra
- Erényes – Büszkén önzetlen, önmegtartóztató, önfeláldozó és önsanyargató; a nagy teherviselést nemesnek, igazságosnak és szentnek tartja; másoknak el kell ismerniük az ő lojalitását és hűségét, és az önzetlenségért cserébe elismerést és hálát várnak
- Birtokló – Megbabonáz és elcsábít a féltékenységével, ragaszkodásával és nélkülözhetetlenségével; tőrbe csal, átveszi az irányítást, legyőz és dominál másokat a kötelező függőség által, ami fellép kettejük között
- Önpusztító – A sikertől összetörik, a győzelmet a veszteségben találja meg; a személyes szerencsétlenségek, hibák, megaláztatások és megpróbáltatások okoznak örömet neki; a megszégyenítést és áldozatként kezelést preferálja
- Elnyomott – Igazi szenvedést, elkeseredettséget, viszontagságot, gyötrelmet és betegeskedést él át; eme panaszokkal másokban bűntudatot próbál ébreszteni; a neheztelést azzal szünteti, hogy felmenti magát kötelességei alól

## Szadomazochizmus a populáris kultúrában
A különböző perverziók megjelenítése a kultúra, és diszkrétebb formában a popkultúra részévé vált, mind irodalomban, filmekben, mind zenében és a képzőművészetekben megjelennek egyes motívumai. Zenei példa erre Madonna 1994-es Human Nature, Rihanna 2011-es S&M slágere, vagy a Depeche Mode 1984-es dala, a Master and Servant,  amik címükben és tartalmukban is a szadomazochizmusról szólnak; képzőművészetben pedig Armin Sandig 2005-ös festménye, a Sadomachie. Természetesen a pornográfiában is jelentős a szadomazochizmus megjelenése.
Az erőszakosság, mazochizmus, szadizmus és más perverz témák emellett a japán képregények és rajzfilmek sajátossága, és – ha nem kifejezetten a fiatal közönségnek szólnak – kötelező elemei is az ilyen történeteknek. Az effajta képeket felvonultató mangákat és animéket gyűjtőnevükön hentai-nak hívják, amik a megjelenített szexuális tartalomra utalnak.

### Szadomazochizmus az irodalomban
- John Cleland: Fanny Hill (1749); Fanny és egy angol kliens egymást korbácsolását írja le.
- Marquis de Sade: Szodoma 120 napja (1785), Justine (1791), Filozófia a hálószobában (1795), Juliette (1797) mind extrém szadomazochista látványt írnak le.
- Leopold von Sacher-Masoch: Venus im Pelz (1870). Önéletrajzi írás, amiben a főhőst elzárja szeretője, és rosszul bánik vele. Sacher-Masoch több művében is szerepel a szadomazochizmus, a nő által alárendeltség, és a mazochizmus kifejezés is az ő nevéből ered.
- A William Lazenby által kiadott: The Romance of Lust (1873-6). Tartalmaz nevelőnő általi korbácsolást, vérfertőzést, orgiákat, maszturbálást, leszbikus szexet, orális szexet, homoszexuális szexet és anális szexet.
- Guillaume Apollinaire: Les Onze Mille Verges (1906-7).
- Elfriede Jelinek: A zongoratanárnő (1983), amely adaptációból Michael Haneke filmet rendezett 2001-ben. A főszereplőnő mazochizmusa és édesanyjához fűződő ambivalens érzelmi viszonya központi szerepet játszik a történetben.
- Bret Easton Ellis: Amerikai psycho (1991). Egy sorozatgyilkos, erőszakos és perverz tombolását írja le, amely művel Bret Easton Ellis felkavarta a világot.
- Stieg Larsson: A tetovált lány (2005). A népszerű krimi-trilógia több ízben szadizmust, szodómiát és kínzásokat tartalmaz, amiket a belőle készült filmek is bemutatnak.
- E.L. James: A szürke ötven árnyalata (2011), A sötét ötven árnyalata (2012) és A szabadság ötven árnyalata (2013). A kiszolgáltatottság és bekorlátoltság mazochista gyönyöreinek trilógiája.

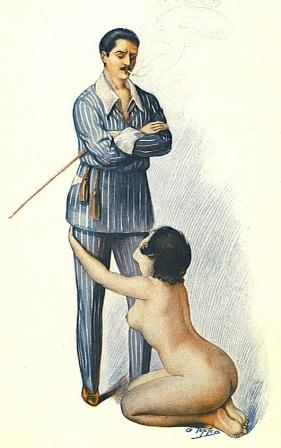
A női alárendeltség

### Szadomazochizmus filmekben
- Pier Paolo Pasolini: Salò, avagy Szodoma 120 napja (1975)
- Barbet Schroeder: Maîtresse (1975). Romantikus dráma Gérard Depardieu egyik első szerepével.
- Nagisa Oshima: Érzékek birodalma (1976). Egy prostituált és főnöke szerelmi, és szado-mazochista szexuális viszonyáról szóló film, ami igaz történetet dolgoz fel.
- David Cronenberg: Videodrome (1983). Egy szadista erőszakokat és kéjgyilkosságokat sugárzó televízióadó miatt függővé váló és realitásérzékét elvesztő férfi története.
- David Lynch: Kék bársony (1986). Erőszak, félelem, szex, szerelem és kiszolgáltatottság ötvözése egy több Oscar-díjra jelölt filmben.
- Adrian Lyne: 9 és fél hét (1986). Egy férfi és egy nő különleges, kínokkal és kéjjel teli, vágyakat kiélő kapcsolatáról szóló alkotás.
- Garry Marshall: Irány az éden (1994). Vígjáték egy SM-klubban bonyolódó ékszercsempészet körül.
- Michael Haneke: A zongoratanárnő (2001)
- Steven Shainberg: A titkárnő (2002). Egy mazochista titkárnő és a főnöke egymásra találásának története, akik kapcsolatában a tabu ismeretlen fogalommá válik.
- Niels Arden Oplev: A tetovált lány (2009). Könyvadaptáció
- Sam-Taylor Johnson: A szürke ötven árnyalata (2015). Könyvadaptáció
- James Foley: A sötét ötven árnyalata (2017). Könyvadaptáció

## Fordítás
- Ez a szócikk részben vagy egészben  a   Sadomasochism című angol Wikipédia-szócikk fordításán alapul.  Az eredeti cikk szerkesztőit annak laptörténete sorolja fel. Ez a jelzés csupán a megfogalmazás eredetét és a szerzői jogokat jelzi, nem szolgál a cikkben szereplő információk forrásmegjelöléseként.
- Ez a szócikk részben vagy egészben  a   Sadism and masochism in fiction című angol Wikipédia-szócikk fordításán alapul.  Az eredeti cikk szerkesztőit annak laptörténete sorolja fel. Ez a jelzés csupán a megfogalmazás eredetét és a szerzői jogokat jelzi, nem szolgál a cikkben szereplő információk forrásmegjelöléseként.